# Rhododendron maius
Rhododendron maius är en ljungväxtart som först beskrevs av Johannes Jacobus Smith, och fick sitt nu gällande namn av Herman Otto Sleumer. Rhododendron maius ingår i släktet rododendron, och familjen ljungväxter. Inga underarter finns listade i Catalogue of Life.